# Antônio Pedreira
Antônio dos Santos Pedreira (Salvador, 2 de julho de 1943 – Brasília, 28 de outubro de 2013) foi um jornalista e político brasileiro, que disputou as eleições presidenciais de 1989.

## Carreira política
Sua primeira eleição foi em 1985, quando disputou a prefeitura do Rio de Janeiro pelo recém-criado Partido do Povo Brasileiro, e usou seus programas para atacar os demais candidatos. Ficou em 16º lugar na disputa, com 4.789 votos. Em 1986, tentou uma vaga no Senado Federal, conquistando 154.095 votos (sua maior votação na carreira) e terminando em 12º entre 21 candidatos.
Em 1989, Pedreira lançou sua candidatura a presidente da República pelo PPB, tendo como vice Orestes Alves. Era um dos 3 candidatos negros da eleição, juntamente com Marronzinho  (PSP) e Armando Corrêa (PMB), que desistiria posteriormente. Durante a campanha, afirmou ser o único que apoiava o então presidente José Sarney, e também fazia críticas aos outros presidenciáveis, rendendo várias punições do Tribunal Superior Eleitoral, além de ter sido suspenso do horário eleitoral por 8 dias. Uma de suas propostas era de transformar o Serviço Nacional de Informações (SNI) em uma versão brasileira da KGB caso fosse eleito.
Na reta final do primeiro turno, o candidato falou que havia sido sequestrado e mantido em cativeiro por 2 dias, mas a imprensa ironizou as declarações e citou declarações de filiados ao PPB admitindo que o sequestro foi forjado por Pedreira, que tentava se recuperar nas pesquisas. Ele terminou com apenas 86.107 votos, e o PPB seria extinto em 1990, ano em que mudou seu domicílio eleitoral para o Amapá e disputando uma das 3 vagas de senador pelo estado pelo PTdoB (atual Avante), sendo votado por 3.432 amapaenses.
Pedreira ainda concorreu a deputado federal pelo Rio de Janeiro em 1998 pelo PPB (atual Progressistas) e disputou o mesmo cargo na Bahia em 2002 pelo PDT e no Distrito Federal, em 2006 e 2010, ambas pelo PMDB, tendo recebido votações inexpressivas. Ainda em 2010, chegou a lançar sua pré-candidatura a presidente pelo PMDB, mas foi preterido em favor do apoio do partido a Dilma Rousseff (PT).
Em 2005, se envolveu no Escândalo do Mensalão, sendo citado pelo então diretor de material dos Correios, Maurício Marinho, como "amigo" do então deputado federal Roberto Jefferson; além dele, outros políticos peemedebistas envolvidos no caso foram mencionados, entre eles Renan Calheiros, João Henrique (então presidente do órgão) e Paulo Lustosa (na época, secretário-executivo do Ministério das Comunicações),

## Morte
Pedreira faleceu em 28 de outubro de 2013, após sofrer uma parada cardíaca enquanto dirigia no Plano Piloto, em Brasília, chegando a bater em outro carro que estava estacionado.